# تحليل المعاوقة الكهربائية البيولوجية

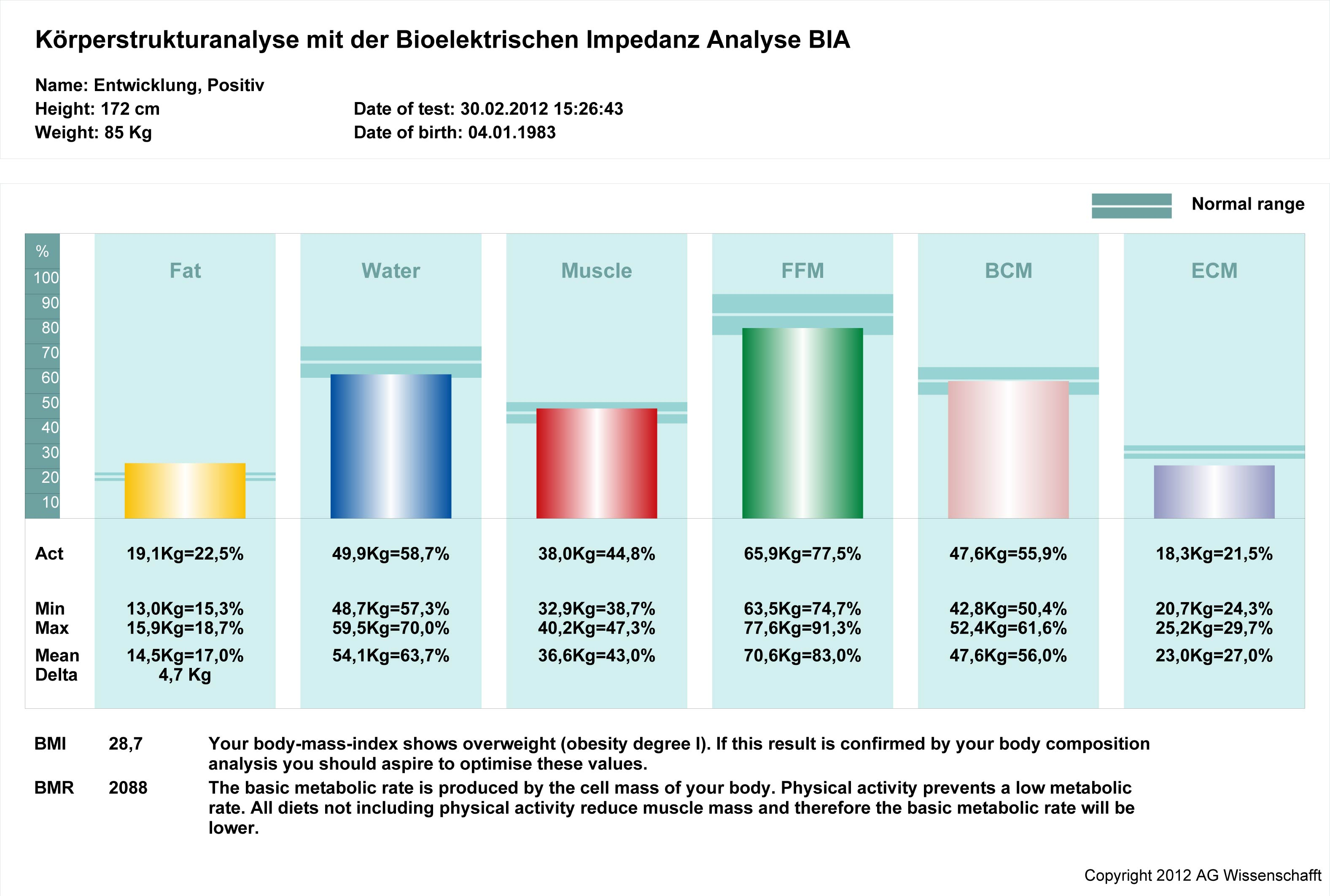

متر الدهون في الجسم (بالإنجليزية: Bioelectrical impedance analysis)أو (body composition analyzer), هي جهاز يستخدم على نطاق واسع لقياس نسبة الدهون في جسم الإنسان. أمتار مختلفة تستخدم أساليب مختلفة لتحديد نسبة الدهون لوزن الجسم. وعادة يكون نتيجة القياس تحت التقدير الفعلى.
وعلى النقيض من الأدوات السريرية، يوجد نوع واحد من متر الدهون في الجسم غير مكلف نسبيا، يستخدم مبدأ (BIA) تحليل المعاوقة الكهربائية البيولوجية، لتحديد نسبة الدهون لدى الفرد. ولتحقيق ذلك، المقياس يمرر تيار كهربائي صغير غير مؤذي خلال الجسم، ويقيس المقاومة، ثم يستخدم المعلومات عن وزن وطول وعمر، وجنس الشخص، لحساب قيمة تقريبية لنسبة الدهون لجسم الشخص. هذه المحاسبة تقيس الحجم الكلي للمياه في الجسم (الأنسجة الهزيلة والعضلات تحتوي على نسبة أعلى من المياه مقارنة بالدهون)، وتقدر نسبة الدهون استنادا إلى هذه المعلومات. ويمكن للنتيجة أن تختلف بنسب متعددة، اعتمادا على ما قد أكله واحد وإلى أي مدى قد استهلك المياه قبل التحليل.